# 克里斯托弗·波特 (作家)
克里斯托弗·波特（英語：Christopher Potter，1959年4月1日—）是一位英国科普作家和出版商，主要作品有《我们人类的宇宙：138亿年的演化史诗》（You are Here: A Portable History of the Universe）等。